# Lijst van Deense ministers van Arbeid

## Ministers van Arbeid van Denemarken (1968–heden)
| Minister van Arbeid         | Minister van Arbeid     | Minister van Arbeid            | Ambtstermijn      | Ambtstermijn      | Partij(en)    | Premier(s)                          | Kabinet(en)         |
| --------------------------- | ----------------------- | ------------------------------ | ----------------- | ----------------- | ------------- | ----------------------------------- | ------------------- |
|                             |                         | Lauge Dahlgaard (1919–1996)    | 2 februari 1968   | 11 oktober 1971   | RV            | Hilmar Baunsgaard (1968–1971)       | Baunsgaard          |
|                             | Erling Dinesen          | Erling Dinesen (1910–1986)     | 11 oktober 1971   | 19 december 1973  | SD            | Jens Otto Krag (1971–1972)          | Krag III            |
| Anker Jørgensen (1972–1973) | Erling Dinesen          | Erling Dinesen (1910–1986)     | 11 oktober 1971   | 19 december 1973  | SD            | Jørgensen I                         |                     |
|                             |                         | Johan Philipsen (1911–1992)    | 19 december 1973  | 13 februari 1975  | VDL           | Poul Hartling (1973–1975)           | Hartling            |
|                             | Erling Dinesen          | Erling Dinesen (1910–1986)     | 13 februari 1975  | 8 september 1976  | SD            | Anker Jørgensen (1975–1982)         | Jørgensen II        |
|                             |                         | Erling Jensen (1919–2000)      | 8 september 1976  | 1 oktober 1977    | SD            | Anker Jørgensen (1975–1982)         | Jørgensen II        |
|                             | Svend Auken             | Svend Auken (1943–2009)        | 1 oktober 1977    | 10 september 1982 | SD            | Anker Jørgensen (1975–1982)         | Jørgensen II        |
| SD                          | Svend Auken             | Svend Auken (1943–2009)        | 1 oktober 1977    | 10 september 1982 | Jørgensen III | Anker Jørgensen (1975–1982)         |                     |
| SD                          | Svend Auken             | Svend Auken (1943–2009)        | 1 oktober 1977    | 10 september 1982 | Jørgensen IV  | Anker Jørgensen (1975–1982)         |                     |
| SD                          | Svend Auken             | Svend Auken (1943–2009)        | 1 oktober 1977    | 10 september 1982 | Jørgensen V   | Anker Jørgensen (1975–1982)         |                     |
|                             |                         | Grethe Fenger Møller (1941)    | 10 september 1982 | 12 maart 1986     | DKF           | Poul Schlüter (1982–1993)           | Schlüter I          |
|                             | Henning Dyremose        | Henning Dyremose (1945)        | 12 maart 1986     | 31 oktober 1989   | DKF           | Poul Schlüter (1982–1993)           | Schlüter I          |
| DKF                         | Henning Dyremose        | Henning Dyremose (1945)        | 12 maart 1986     | 31 oktober 1989   | Schlüter II   | Poul Schlüter (1982–1993)           |                     |
| DKF                         | Henning Dyremose        | Henning Dyremose (1945)        | 12 maart 1986     | 31 oktober 1989   | Schlüter III  | Poul Schlüter (1982–1993)           |                     |
|                             |                         | Ester Larsen (1936)            | 31 oktober 1989   | 25 januari 1993   | DKF           | Poul Schlüter (1982–1993)           |                     |
| DKF                         | Schlüter IV             | Ester Larsen (1936)            | 31 oktober 1989   | 25 januari 1993   |               | Poul Schlüter (1982–1993)           |                     |
|                             |                         | Jytte Andersen (1942)          | 25 januari 1993   | 24 maart 1998     | SD            | Poul Nyrup Rasmussen (1993–2001)    | P.N. Rasmussen I    |
| P.N. Rasmussen II           |                         | Jytte Andersen (1942)          | 25 januari 1993   | 24 maart 1998     | SD            | Poul Nyrup Rasmussen (1993–2001)    |                     |
| P.N. Rasmussen III          |                         | Jytte Andersen (1942)          | 25 januari 1993   | 24 maart 1998     | SD            | Poul Nyrup Rasmussen (1993–2001)    |                     |
|                             |                         | Ove Hygum (1956)               | 24 maart 1998     | 27 november 2001  | SD            | Poul Nyrup Rasmussen (1993–2001)    | P.N. Rasmussen IV   |
|                             | Claus Hjort Frederiksen | Claus Hjort Frederiksen (1947) | 27 november 2001  | 5 april 2009      | VDL           | Anders Fogh Rasmussen (2001–2009)   | A.F. Rasmussen I    |
| A.F. Rasmussen II           | Claus Hjort Frederiksen | Claus Hjort Frederiksen (1947) | 27 november 2001  | 5 april 2009      | VDL           | Anders Fogh Rasmussen (2001–2009)   |                     |
| A.F. Rasmussen III          | Claus Hjort Frederiksen | Claus Hjort Frederiksen (1947) | 27 november 2001  | 5 april 2009      | VDL           | Anders Fogh Rasmussen (2001–2009)   |                     |
|                             | Inger Støjberg          | Inger Støjberg (1973)          | 5 april 2009      | 3 oktober 2011    | VDL           | Lars Løkke Rasmussen (2009–2011)    | L.L. Rasmussen I    |
|                             | Mette Frederiksen       | Mette Frederiksen (1977)       | 3 oktober 2011    | 10 oktober 2014   | SD            | Helle Thorning- Schmidt (2011–2015) | Thorning- Schmidt I |
| Thorning- Schmidt II        | Mette Frederiksen       | Mette Frederiksen (1977)       | 3 oktober 2011    | 10 oktober 2014   | SD            | Helle Thorning- Schmidt (2011–2015) |                     |
|                             | Henrik Dam Kristensen   | Henrik Dam Kristensen (1957)   | 10 oktober 2014   | 28 juni 2015      | SD            | Helle Thorning- Schmidt (2011–2015) |                     |
|                             | Jørn Neergaard Larsen   | Jørn Neergaard Larsen (1949)   | 28 juni 2015      | 28 november 2016  | VDL           | Lars Løkke Rasmussen (2015–2019)    | L.L. Rasmussen II   |
|                             | Troels Lund Poulsen     | Troels Lund Poulsen (1976)     | 28 november 2016  | 27 juni 2019      | VDL           | Lars Løkke Rasmussen (2015–2019)    | L.L. Rasmussen III  |
|                             |                         | Peter Hummelgaard (1983)       | 27 juni 2019      | 15 december 2022  | SD            | Mette Frederiksen (2019–heden)      | Frederiksen I       |
|                             | Ane Halsboe-Jørgensen   | Ane Halsboe- Jørgensen (1983)  | 15 december 2022  | heden             | SD            | Mette Frederiksen (2019–heden)      | Frederiksen II      |